# کت‌هی
کِت‌هی (به مجاری:  Kéthely) یک منطقهٔ مسکونی در مجارستان است که در ناحیه مارتسالی واقع شده‌است. کت‌هی ۴۹٫۰۶ کیلومتر مربع مساحت و ۲٬۳۰۳ نفر جمعیت دارد.